# Аккия (село)
Аккия́ (каз. Аққия) — село в Байзакском районе Жамбылской области Казахстана, входит в состав Жалгызтобинского сельского округа. Код КАТО — 313639300.

## География
Село расположено в западной части Байзакского района, в западных границах административного центра сельского округа села Жетыбай, в 16 километрах к северо-западу от районного центра села Сарыкемер, и в 20 километрах к северу от областного центра города Тараз. Ближайшая железнодорожная станция Ушбулак расположена в 20 километрах к юго-востоку от села (по дороге — 27,8 км). Соседние населённые пункты: Жетыбай в восточных границах села, Торткул в 2 километрах к северо-западу, Мадимар в 4 километрах к северу, Актобе в 5 километрах к западу. Транспортное сообщение осуществляется по автодороге KH-7 с выходом на автодорогу международного значения A2 к югу. Высота центра населённого пункта — 502 метров над уровнем моря.

## Население
| Численность населения | Численность населения | Численность населения |
| 1989                  | 1999                  | 2009                  |
| --------------------- | --------------------- | --------------------- |
| 653                   | ↘640                  | ↘626                  |